# رهنورد ساکن

## مسافر ثابت قدم
رهنورد ساکن (به انگلیسی: Stationary Traveller) دهمین آلبوم استودیویی گروه پراگرسیو راک کمل است. همانند بسیاری دیگر از آلبوم‌های گروه، این آلبوم هم یک آلبوم مفهومی است. محوریت اشعار، محاکمه پناهندگانی از آلمان شرقی هستند که تلاش می‌کردند با عبور از دیوار برلین از برلین شرقی به برلین غربی پناهنده شوند.

## لیست آهنگ‌ها
تمام آهنگ‌ها (به جز آنهایی که در لیست اشاره شده‌است) توسط Susan Hoover و Andy Latimer نوشته شده‌اند.

### نسخه اصلی (۱۹۸۴)
طرف اول
1. "Pressure Points" (Latimer) – 2:10
2. "Refugee" – 3:47
3. "Vopos" – 5:32
4. "Cloak and Dagger Man" – 3:55
5. "Stationary Traveller" (Latimer) – 5:34

طرف دوم
1. "West Berlin" – 5:10
2. "Fingertips" – 4:29
3. "Missing" (Latimer) – 4:22
4. "After Words" (Tone Scherpenzeel) – 2:01
5. "Long Goodbyes" – 5:14[۱]